# Oktapodi
Oktapodi ist ein französischer Computeranimations-Kurzfilm aus dem Jahr 2007.

## Handlung
Zwei Octopusse sind extrem ineinander verliebt. Umso verstörter reagiert das Männchen, als das Weibchen rabiat von seiner Seite gerissen wird: Beide leben in einem Aquarium einer Fischhandlung am Mittelmeer. Das Männchen sieht, dass ein Oktopusschlachter das Weibchen gekauft und in einer Truhe in sein Mofa gestellt hat. Es robbt aus dem Aquarium und saugt sich in letzter Sekunde am Roller fest. Hartnäckig arbeitet es sich nach vorn und klebt bald an der Scheibe des Rollers, wo ihn der Fahrer durch Scheibenwischerbetätigung loszuwerden hofft.
Auch das Weibchen wird nun aktiv, hantiert an der Bremse und bringt den Fahrer in größte Schwierigkeiten, bis er einen Unfall verursacht. Männchen und Weibchen robben aufeinander zu und springen bald von Swimmingpool zu Swimmingpool dem Meer zu, doch kann der Mann beide im Flug erhaschen. Er stürzt jedoch mit seinem Roller ins Meer und beide Oktopusse landen auf Stromleitungen. Als beide sich gerade wieder anschmachten wollen, wird das Männchen von einer Möwe gepackt und das Weibchen spannt die Leitung wie einen Katapult, um nun die Möwe zu bekämpfen.

## Produktion
Oktapodi entstand als Abschlussfilm von Julien Bocabeille, François-Xavier Chanioux, Olivier Delabarre, Thierry Marchand, Quentin Marmier und Emud Mokhberi an der Gobelins, l’École de l’Image. Die Arbeit am Film nahm sieben Monate in Anspruch. Die Musik zum Film wurde von Kenny Wood, einem Absolventen der UCLA, komponiert, und von Dorthy Kwon auf der Geige eingespielt.
Der computeranimierte Film erlebte am 15. Juli 2007 auf dem SIGGRAPH Computer Animation Festival seine Festivalpremiere.

## Auszeichnungen
Auf dem Festival d’Animation Annecy wurde Oktapodi 2008 mit dem Canal+Family Award (Student Film) ausgezeichnet und erhielt auf dem Hiroshima International Animation Festival den Spezialpreis der Jury.
Oktapodi wurde 2009 für einen Oscar in der Kategorie „Bester animierter Kurzfilm“ nominiert, konnte sich jedoch nicht gegen Tsumiki no Ie durchsetzen.